# Waiting for Love
"Waiting for Love" er en single af den svenske DJ Avicii, fra hans andet studiealbum Stories. Singlen blev udgivet den 22. maj 2015 og er produceret af Avicii og den hollandske DJ Martin Garrix. Sangen blev sunget af den britiske sanger Simon Aldred. Singlen toppede som nummer 5 på den danske hitliste. Til dato er sangen streamet mere en 1,2 millarder gange på musiktjenesten Spotify og har over 1,1 milliard visninger på YouTube.

## Credits
- Tim Bergling - sangskriver, producer
- Martin Garrix - co-producer
- Simon Aldred - sangskriver, vokaler
- Salem Al Fakir - sangskriver
- Vincent Pontare - sangskriver

## Hitlister
| Chart (2015–16)                                  | Peak position |
| ------------------------------------------------ | ------------- |
| Australien (ARIA)                                | 15            |
| Østrig (Ö3 Austria Top 40)                       | 1             |
| Belgien (Ultratop 50 Flanderen)                  | 15            |
| Belgien (Ultratop 50 Vallonien)                  | 10            |
| Canada (Canadian Hot 100)                        | 49            |
| Tjekkiet (Rádio Top 100)                         | 2             |
| Danmark (Track Top-40)                           | 5             |
| Finland (Suomen virallinen lista)                | 2             |
| Frankrig (SNEP)                                  | 14            |
| Tyskland (Official German Charts)                | 8             |
| Ungarn (Dance Top 40)                            | 2             |
| Ungarn (Rádiós Top 40)                           | 1             |
| Ungarn (Single Top 40)                           | 1             |
| Irland (IRMA)                                    | 2             |
| Italien (FIMI)                                   | 9             |
| Japan (Japan Hot 100)                            | 29            |
| Holland (Dutch Top 40)                           | 6             |
| Holland (Single Top 100)                         | 5             |
| New Zealand (RIANZ)                              | 15            |
| Norge (VG-lista)                                 | 1             |
| Polen (Polish Airplay Top 100)                   | 5             |
| Polen (Dance Top 50)                             | 3             |
| Portugal (AFP)                                   | 44            |
| 3                                                |               |
| Skotland (Official Charts Company)               | 2             |
| Slovenia (SloTop50)                              | 8             |
| Sydafrika (EMA)                                  | 10            |
| Spain (PROMUSICAE)                               | 13            |
| Sverige (Sverigetopplistan)                      | 1             |
| Schweiz (Schweizer Hitparade)                    | 7             |
| Storbritannien Singles (Official Charts Company) | 6             |
| US Bubbling Under Hot 100 Singles (Billboard)    | 10            |
| USA Hot Dance/Electronic Songs (Billboard)       | 7             |

| Chart (2015)                              | Position |
| ----------------------------------------- | -------- |
| Argentina (Monitor Latino)                | 72       |
| Australia (ARIA)                          | 75       |
| Austria (Ö3 Austria Top 40)               | 20       |
| Belgium (Ultratop Flanders)               | 65       |
| Belgium (Ultratop Wallonia)               | 72       |
| France (SNEP)                             | 69       |
| Germany (Official German Charts)          | 32       |
| Hungary (Dance Top 40)                    | 12       |
| Hungary (Rádiós Top 40)                   | 29       |
| Hungary (Single Top 40)                   | 18       |
| Italy (FIMI)                              | 22       |
| Netherlands (Dutch Top 40)                | 29       |
| Netherlands (Single Top 100)              | 25       |
| Poland (ZPAV)                             | 47       |
| Spain (PROMUSICAE)                        | 39       |
| Sweden (Sverigetopplistan)                | 8        |
| Switzerland (Schweizer Hitparade)         | 25       |
| UK Singles (Official Charts Company)      | 56       |
| US Hot Dance/Electronic Songs (Billboard) | 26       |

| Chart (2016)           | Position |
| ---------------------- | -------- |
| Hungary (Dance Top 40) | 34       |

| Chart (2018)               | Position |
| -------------------------- | -------- |
| Sweden (Sverigetopplistan) | 90       |